# مناوي باشا (مسلسل)
مناوي باشا هو مسلسل دراما عراقي تاريخي تم إنتاجه وعرضه في سنة 2000. بعد النجاح الجماهيري تم إنتاج جزء ثاني عام 2004 وبعدها قامت قناة السومرية بإنتاج الجزء الثالث عام 2006.
الجزء الأول من إخراج المخرج العراقي فارس طعمة التميمي ومن تأليف علي صبري ووضع الموسيقى التصويرية وتتر البداية الملحن سهيل شوقي. وقد نال هذا المسلسل شهادة الإخراج المتميز في مهرجان القاهرة السابع للإذاعة والتلفزيون لعام 2001.

## قصة المسلسل
تدور قصة المسلسل عن حي في مدينة البصرة جنوب العراق، إسمه مناوي باشا وتعود قصة المسلسل إلى فترة الإنتداب البريطاني للعراق والعهد الملكي والأحداث التي كانت تدور في تلك الفترة، ويبرز في المسلسل الطابع الريفي.

## الأبطال

### الجزء الأول
- سامي قفطان (بدور بهجت أفندي النعمة)
- عبد الخالق المختار (بدور جوهر بيك الملاك)
- فاطمة الربيعي (بدور فاطمة خاتون)
- مقداد عبد الرضا (بدور نسيم أفندي خضوري)
- إيناس طالب (بدور سعاد خاتون)
- راسم الجميلي (بدور سلطان القهوجي)
- سمر محمد (بدور حمامة خاتون)
- عزيز خيون (بدور المختار ناصر أبو حميد)
- غانم حميد (بدور زامل)
- عبد الستار البصري (بدور وهيب الشرطي أبو فايز)
- آمال ياسين (بدور قسمة)
- سعاد عبد الله (بدور زكية الداگوگة)
- كريم محسن (بدور أيوب)
- أحمد طعمة التميمي (بدور الشقي فايز)
- سعد محسن (بدور شفيق)
- آلاء حسين (بدور أحلام)
- زهرة بدن (بدور فتحية)
- محمد هاشم (بدور الشقي شعلان گزارة)
- محمد طعمة التميمي (بدور مستر لويد)
- ستار خضير (بدور شاكر)
- زهرة الربيعي (بدور لميعة)
- لمياء بدن (بدور بهية)
- أحمد شكري (بدور شرطي)
- فراس محمد (بدور ربيع)
- شهرزاد شاكر (بدور سناء)
- أفراح عباس (بدور مديحة)
- رنا أحمد (بدور حورية الآرتيست)
- ناظم فالح (بدور سلمان)
- سجى أحمد (بدور عفيفة)
- مازن محمد مصطفى (بدور حميد)
- إحسان هاني (بدور طعمة)
- علي محسن (بدور صابر)
- مناف طالب (بدور الطبيب)
- رعد فيصل (بدور جندي)
- كريم عواد (بدور منصور بيك)
- فخري العقيدي (بدور مستر بوستا)
- آسيا كمال (بدور فريدة)
- محمد زهير حسام
- هاشم أبو عراق (بدور أحد السجناء)
- جوزيف عبد الأحد
- محمد النقاش
- هادي البدري
- ميلاد سري (بدور بدرية)
- جهينة كريم
- مقداد النقاش
- فاضل جاسم (بدور فوزي بيك)
- فاضل عباس
- عدنان محمد
- علي جابر (بدور نعمان)
- فلاح البياتي (بدور ساچت والد قسمة)
- عبد القادر الحلبي (بدور أمين)
- رحيم التكريتي
- حكمت القيسي
- أكرم سبع

#### الأطفال
- إبراهيم ناصر
- ضحى عمار
- زهراء ناصر
- محمد علي
- سجاد عمار

### الجزء الثاني
- عبد الخالق المختار (بدور جوهر بيك)
- سامي قفطان (بدور بهجت أفندي)
- إيناس طالب (بدور سعاد خاتون)
- سمر محمد (بدور حمامة خاتون)
- ألاء حسين (بدور أحلام)
- غانم حميد (بدور زامل)
- راسم الجميلي (بدور سلطان الكهوجي)
- سوران علي شريف
- عبد الجبار الشرقاوي (بدور ناصر المختار)
- أسيا كمال (بدور فريدة خاتون)
- أحمد طعمة (بدور فايز)
- ستار خضير (بدور شاكر)
- سعد محسن (بدور شفيق)
- محمد طعمة (بدور مستر لويد)
- محمد هاشم (بدور شعلان كزارة)
- زهرة بدن (بدور فتحية)
- إنعام الربيعي (بدور زكية الداكوكة)
- بتول عزيز (بدور قسمة)
- زهرة الربيعي (بدور لميعة)
- افراح عباس (بدور مديحة)
- هيثم عبد الرزاق (بدور طاهر)
- وفاء حسين (بدور عفيفة)
- فاطمة صلاح
- إحسان هاني (بدور طعمة)
- عايدة الغريب (بدور حورية)
- مخلد راسم الجميلي (بدور بركات)
- عمر محسن علي (بدور خيري)
- دزدمونة جبار (بدور حياة)
- ولاء حسين
- يحيى إبراهيم
- شيماء رعد
- أميرة جواد
- قحطان زغير
- علي قاسم الملاك
- ميلاد سري (بدور عديلة)
- بشرى إسماعيل (بدور بهية)
- فلاح إبراهيم (بدور سلمان)

### الجزء الثالث
- طه المشهداني ( عبد الكريم قاسم)
- غانم حميد ( زامل)
- زهرة بدن ( فتحية)
- بتول عزيز ( قسمة)
- مناضل داود ( جمال)
- آسيا كمال (فريدة خاتون)
- محمد هاشم ( شعلان كزارة)
- هند طالب ( سعاد خاتون)
- باسل الشبيب ( جلال)
- أسماء صفاء (ثريا)
- ايمان علاء ( احلام)
- دزدمونة ( حياة)
- علاء حسين ( حسين عجاج)
- سولاف جليل
- علي نجم الدين
- ثامر الشطري
- عبير فريد (ريهام)
- زينب فؤاد ( كوثر)
- فوزية حسن (مديحة)
- زهرة الربيعي (لميعة)
- سوسن شكري
- بشرى إسماعيل (بهية)
- عهود إبراهيم
- سمر محمد ( حمامة خاتون)
- إنعام الربيعي ( زكية الداكوكة)
- راسم الجميلي ( سلطان)
- محسن العزاوي ( عدنان)
- هيثم عبد الرزاق (طاهر)
- خليل الرفاعي( مناف)
- احسان هاني ( طعمة)
- محمد صكر (راشد)
- طلال هادي (حنون)
- صلاح مونيكا
- نجم الربيعي (خليل)
- فضلي الجبوري
- نزار علوان
- ياسين لطيف
- حسين علي صالح (الفلاح فتاح)
- رحمن خيون
- أحمد يوسف سلمان
- صادق عباس
- علاوي حسين
- رياض شهيد ( عبد السلام عارف)
- إياد الطائي ( وصفي طاهر)
- عماد الصافي ( رجب عبد المجيد)
- سلام داغر ( محمد السبع)
- حميد عباس ( محسن حسين الحبيب)
- ليث الشيخلي ( عبد اللطيف الدراجي)
- ياوزير عز الدين ( محي الدين عبد الحميد )
- قاسم رمضان ( عبد الكريم فرحان)
- ايوب عيسى ( ناجي طالب)
- غسان العزاوي ( رفيق عارف)
- وليد العبوسي ( نوري السعيد)
- ميس كمر (محاسن)
- مهدي الحسيني
- وجدان الأديب
- عدانان الحداد
- جمال الشاطي
- أحمد العيمش (ضابط الأمن)
- دعاء صالح
- أحمد الرسام
- علي سمير
- رعد كريم
- عمار صلاح
- دموع
- يوسف سواس (معروف)
- بتول كاظم
- ازهار العسلي (مبروكة)
- ستار الربيعي
- حمزة الحديدي
- عمر ضياء الدين
- محمد فوزي
- بكر نايف
- عمار المختار
- كاهر إسماعيل
- رانيا أحمد
- منى الصفار
- اشرقت غانم حميد (فاطمة)
- غني منعم
- حسين عمار
- رنا سلام
- محمد تامر
- علي عماد
- غيث اياد الطائي

## وصلات خارجية
- http://www.ahewar.org/debat/show.art.asp?aid=78944
- http://www.almutmar.com/index.php?id=20071274